# Apeadeiro de Carvalhal (Linha do Sabor)
O Apeadeiro de Carvalhal foi uma interface da Linha do Sabor, que servia a localidade de Carvalhal, no concelho de Torre de Moncorvo, em Portugal.

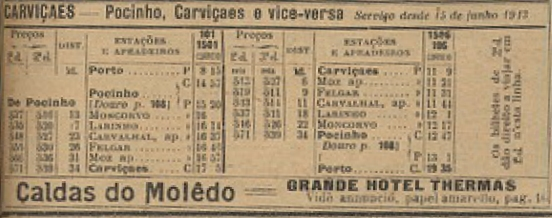
Horários de 1913, onde esta gare aparece com a categoria de estação

## História
Esta interface encontrava-se no troço da Linha do Sabor entre Pocinho e Carviçais, que entrou ao serviço no dia 17 de Setembro de 1911. A linha foi encerrada em 1988.